# Văn học Việt Nam thời Tiền Lê
Văn học Việt Nam thời Tiền Lê được nhiều nhà nghiên cứu xem là giai đoạn sơ khởi của nền văn học viết Việt Nam (để phân biệt với văn học dân gian, văn học truyền khẩu đã ra đời rất lâu trước đó), với tư cách là một nền văn học chính thống của một quốc gia đã giành được độc lập tự chủ (để phân biệt với văn học của một bộ phận quan lại cai trị trên đất Việt thời Bắc thuộc trước đó). Thời kỳ này đã xuất hiện các tác phẩm nổi tiếng có đề tên tác giả người Việt. Dưới triều vua Lê Đại Hành, ngoài chiến tích phá Tống – bình Chiêm lẫy lừng, còn có thành tựu lớn về văn chương. Hai áng thơ chính luận, hai kiệt tác không tiền khoáng hậu Nam quốc sơn hà và Quốc tộ đều là tác phẩm mở đầu cho dòng văn học trung đại, đều là sự khai sáng của tinh thần yêu nước và tinh thần nhân đạo, những truyền thống lớn của văn hóa, văn học dân tộc. Nam quốc sơn hà có giá trị như một bản tuyên ngôn độc lập, còn Quốc tộ có giá trị như một bản tuyên ngôn hòa bình. Hai kiệt tác văn chương xuất hiện ở giai đoạn đầu tiên của nền văn học dân tộc Việt Nam.

## Khái quát
Văn học thời Tiền Lê đóng góp quan trọng trong việc khai mở nền văn học Việt Nam. Thời kỳ này đã xuất hiện những tên tuổi như Đỗ Pháp Thuận, Khuông Việt. Trước đây, theo quán tính, người Việt thường gọi Thơ văn Lý – Trần hoặc Văn học thế kỷ X – XIV, gồm cả trước tác của ba triều đại Ngô – Đinh – Tiền Lê. Nhưng cả ba triều đại này, ngoài những vần sấm thi ngang qua, thì triều Ngô đã có gì, ngoài lời bàn của Ngô Quyền về kế sách phá Hoằng Thao, chưa đủ tiêu chí là một tác phẩm văn học thành văn; triều Đinh cũng chưa thấy gì thêm, ngoài lời sấm "Đỗ Thích thí Đinh Đinh..." Chỉ còn triều Tiền Lê, thời Lê Hoàn, với những phát hiện mới, có thể khẳng định: Nhà Tiền Lê là một triều đại khai sáng văn học dân tộc bằng hai kiệt tác thi ca Hán Nôm.
Thơ văn thời này, ngoài một số bài thơ - kệ của các Thiền sư, thấy có ba chủ đề, đề tài nổi bật:
1. Thơ sấm,
2. Văn chương bang giao,
3. Văn học yêu nước.

## Tác phẩm

### Thơ sấm
Thời này được xem là "vỡ tổ sấm ký" . Người xưa quan niệm sấm là những điều hiện ra, bày ra trước (Sấm giả – triệu dã); sấm lấy quỷ quyệt khéo léo làm lời nói kín, dự đoán lành dữ. Sấm thời này là sản phẩm của thiền sư, đạo sĩ, nho giả, mỗi người đều có ý đồ riêng khi tung ra những lời sấm, mỗi người đều có phần hiếu sự khi mượn lời thần bí báo trước sự cố cho rằng có ý nghĩa đổi đời sẽ xảy ra, nhưng phần chắc lại là khẳng định những biến cố đã xuất hiện. Nói thế vì sấm có thể có những câu báo trước, nhưng hầu hết lại được đặt ra khi đã xuất hiện các nhân vật và sự kiện lịch sử hữu quan. Câu sấm vào loại sớm thời này là:
| Bản phiên âm Hán-Việt: "Đỗ Thích thí Đinh Đinh Lê gia xuất Thánh minh Cạnh tranh đa hoạnh tử Đạo lộ tuyệt nhân hành" | Bản dịch: Đỗ Thích giết hai Đinh Nhà Lê sinh Thánh minh Ganh đua bao kẻ chết Đường đi người vắng tanh. |

(Trần Quốc Vượng dịch).
Đại Việt sử lược ghi lời sấm xuất hiện vào năm 974, để báo trước sự kiện sẽ diễn ra vào năm 979, Đại Việt sử ký toàn thư còn thêm cả chuyện 12 sứ quân và triều Lý xuất hiện bằng một khổ thơ 4 câu. Về mặt văn học, có thể xem lời sấm trên đây là sự phản ánh xung đột chết chóc, và điều tiên tri Hoàng đế anh minh sẽ xuất hiện. Thiền sư Vạn Hạnh "hễ nói ra điều gì, thiên hạ đều coi như lời sấm" , đã hơn một lần báo trước Nhà Lý sẽ thay Nhà Tiền Lê.
| Bản phiên âm Hán-Việt: "Tật lê trầm Bắc thủy Lý tử thụ Nam thiên Tứ phương can qua tĩnh Bát biểu hạ bình yên" | Bản dịch: Cây tật lê (tức nhà Lê) chìm biển Bắc Cây lý (tức nhà Lý) mọc trời Nam Bốn phương binh đao lặng Tám cõi được bình an. |

Sấm cho biết một nét sinh hoạt văn hóa tâm linh độc đáo của cộng đồng, lý tưởng muôn đời của dân tộc: muốn có thánh đế minh vương để an nguy trị loạn. Sự phồn thịnh của sấm thi, sấm ngữ, là nét đặc biệt của tinh thần thời đại.

### Văn chương bang giao
Với tinh thần tự chủ, tự cường, triều đại Lê Đại Hành còn có danh tác của văn chương bang giao. Văn học bang giao thời này mở đầu bằng một giai thoại Lý Giác, sứ thần nhà Tống sang ta năm 987, bẻ bai hai câu thơ trong bài Vịnh nga của Lạc Tân Vương, để đùa anh lái đò Pháp Thuận:
| Bản phiên âm Hán-Việt: "Nga nga lưỡng nga nga Ngưỡng diện hướng thiên nha" | Dịch là: Ngỗng ngỗng hai con ngỗng Chân trời nghển cổ trông. |

Không ngờ, anh lái đò ung dung ngâm tiếp, cũng cải biên đôi chữ, cho trọn vẹn áng thơ hay của Lạc Tân Vương thần đồng Đường thi, khi mười tuổi:
| Bản phiên âm Hán-Việt: "Bạch mao phô lục thủy Hồng trạo bãi thanh ba" | Dịch là: Lông trắng phơi nước biếc Sóng xanh quậy chèo hồng. |

Thâm ý của Lý sứ thần "điển nhã" đến vậy, mà vẫn bị chú lái đò ngang "bắt bài" bằng tinh thần vô tốn (không thua kém) tri thức văn hóa chung ở các nước đồng văn trong vùng. Khác với vẻ đẹp nên thơ của một thi thoại, bài thơ lưu biệt của Lý Giác tặng Pháp Thuận (lần này thì với tư cách pháp sư cố vấn của triều đình) đã có sắc thái chính trị. Pháp Thuận đem thơ này dâng vua. Vua cho Thiền sư Khuông Việt xem. Khuông Việt nói: "Thơ này có ý tôn trọng bệ hạ không khác gì vua Tống" (Đại Việt sử ký toàn thư). Đó chính là lời thơ ở hai câu kết:
| Bản phiên âm Hán-Việt: "Thiện ngoại hữu thiên ưng viễn chiếu Khê đàm ba tĩnh kiến thiền thu" | Dịch là: Ngoài trời lại có trời nên chiếu Sóng lặng khe đầm, bóng nguyệt thâu. |

Đến khi Giác ra về cùng năm 987, Khuông Việt làm bài từ theo điệu Vương lang quy để đưa tiễn, theo lệnh Lê Hoàn. Khuông Việt tức Ngô Chân Lưu (933-1011), theo sử sách là hậu duệ của Ngô Quyền, thời Đinh Tiên Hoàng được lĩnh chức Tăng thống và được ban hiệu là Khuông Việt đại sư (nhà sư lớn khuông phò nước Việt). Dưới triều Lê Đại Hành, sư được vua kính trọng "phàm các việc quân quốc của triều đình, sư đều được tham dự". Khi giặc Tống xâm lược, vua sai sư đến đền cầu đảo thần linh phù hộ, giặc sợ hãi tan chạy". Sư cùng Pháp Thuận được cử ra tiếp sứ, dùng tài ứng đối ngoại giao khiến Giác kính phục. Bài Vương lang quy dưới đây, thể hiện một tình cảm chân thành, một thái độ thân mật, với giọng điệu trữ tình, vừa đằm thắm, hồn hậu, vừa cứng cáp, sáng trong, vượt qua lối thơ bang giao thù tạc nhiều sáo ngữ, lắm từ chương:
| Bản phiên âm Hán-Việt: "Tường quang phong hảo cẩm phàm trương, Dao vọng thần tiên phục đế hương. Thiên trùng vạn lý thiệp thương lang, Cửu thiên quy lộ trường. Tình thảm thiết, Đối ly trường, Phan luyến sứ tinh lang Nguyện tương thâm ý vị Nam cương Phân minh tấu ngã hoàng." | Bùi Duy Tân dịch là: Gió xuân đầm ấm cánh buồn giương, Xa ngóng thần tiên lại đế hương. Muôn dặm sóng xanh vượt trùng dương, Trời xa về đường trường! Tình thảm thiết, Chén đưa đường, Vin xe sứ giả vấn vương Xin đem thân ý vì Nam cương Tâu rõ cùng thánh hoàng. |

Bài từ, ngoài cảm xúc chân tình, làm nên giá trị như đã nói trên, còn giàu ý nghĩa về thể loại. Vương lang quy là tác phẩm mở đầu cho thể tài từ khúc trong văn học cổ, một thể tài đang thăng hoa để trở thành danh ngữ Tống từ, tiếp nối Đường thi, Hán phú... Sư nước Việt ngâm Tống từ tiễn Tống sứ của nước Đại Tống. "Bài từ tiễn sứ Lý Giác nhà Tống, lời lẽ nõn nà, có thể vốc được" (Lê Quý Đôn). Tác phẩm quả thực có nhiều chữ hay, tứ đẹp, vừa lụa là gấm vóc, vừa tao nhã điển chương. Tất cả nhằm thể hiện ý hướng: dùng ngôn từ nghệ thuật chuyển tải đường lối bang giao hòa hợp Nam Bắc, một cách chân tình lịch lãm. Đường lối bang giao ấy là thừa nhận vai trò bá quyền chủ tể của Bắc triều Đại Tống và vị trí chư hầu, phiên quốc của nước Nam. Bảo vệ chính quyền tự chủ là bất di bất dịch, còn thần phục thiên triều thì có thể uyển chuyển, linh hoạt, sáng tạo, cập nhật, thậm chí giả vờ. Sứ mệnh chính trị bang giao của bài ca tiễn sứ đã được đại gia Khuông Việt thể hiện thành công.
Vương lang quy dù có là danh tác văn chương giàu ý nghĩa lịch sử, thì người ta cũng khó đồng tình với Nhà văn - Giáo sư Trần Thanh Đạm, khi ông lấy bài này, sóng đôi với bài Quốc tộ, xem đó là hai tuyệt tác mở đầu lịch sử văn học Việt Nam thời cổ của hai thiền sư thi sĩ thời này. (Xem Hai thiền sư thi sĩ mở đầu văn học cổ điển Việt Nam - Hồn Việt - Nhà xuất bản. Văn học). Dựa vào tư liệu mà giới nghiên cứu cổ Việt Nam học, trong mươi năm gần đây phát hiện, Bùi Duy Tân cho rằng Quốc tộ và Nam quốc sơn hà mới là hai kiệt tác ngang qua một đời vua: Lê Đại Hành.

### Nam quốc sơn hà
Chiến tích anh hùng của cộng đồng quốc gia Đại Cồ Việt thời đại Lê Hoàn, gắn với sự xuất hiện của một bài thơ huyền thoại: Nam quốc sơn hà. Đầu những năm 90 của thế kỷ XX, nhân đi tìm tác phẩm đầu tiên của văn học dân tộc, để phản bác một ngộ nhận: Bạch vân chiếu xuân hải - bài phú khoa Tiến sĩ thời Đường của Khương Công Phụ (người Việt gốc Hoa, đời thứ ba, thi đỗ lại trở về đất tổ, làm quan to, có lúc ngang Tể tướng thời Đường) là tác phẩm đầu tiên của văn học Việt, nhà nghiên cứu Bùi Duy Tân đã chú ý đến xuất xứ của bài thơ Nam quốc sơn hà. GS. Trần Quốc Vượng mách cho những dòng viết của GS. Hà Văn Tấn, trong bài Lịch sử, sự thật và sử học. 
"Không một nhà sử học nào có thể chứng minh được rằng bài thơ Nam quốc sơn hà là của Lý Thường Kiệt. Không có một sử liệu nào cho biết điều đó cả. Sử cũ chỉ chép rằng trong trận chống Tống ở vùng sông Như Nguyệt, một đêm quân sĩ nghe tiếng ngâm bài thơ đó trong đền thờ Trương Hống, Trương Hát. Có thể đoán rằng Lý Thường Kiệt đã cho người ngâm thơ. Đi xa hơn, có thể đoán rằng Lý Thường Kiệt là tác giả của bài thơ. Nhưng đó là đoán thôi, làm sao nói chắc được bài thơ đó là của Lý Thường Kiệt. Thế nhưng, cho đến nay mọi người dường như đều tin rằng đó là sự thật, hay nói đúng hơn, không ai dám nghi ngờ đó không phải là sự thật".
Qua xuất xứ bài Nam quốc sơn hà cho thấy:
1. Không có một văn bản nào ghi nhận Lý Thường Kiệt là tác giả, hoặc tương truyền là tác giả bài thơ.
2. Tất cả các văn bản đều ghi nhận bài thơ là của thần. Thần đây là Trương Hống, Trương Hát, tướng lĩnh của Triệu Quang Phục, bị Lý Phật Tử ép hàng, không chịu khuất phục, nên tự tử, trở thành phúc thần, được thờ phụng ở gần 300 ngôi đền ven các triền sông Cầu, sông Thương,...
3. Thần đọc thơ của thần, âm phù dương gian trợ quốc an dân, chống ngoại xâm, dẹp nổi loạn, trừ tai hoạn, kể đã nhiều lần. Nổi bật là hai lần thần trực tiếp đọc thơ giúp các tướng lĩnh đánh giặc cứu nước. Lần thứ nhất giúp Lê Hoàn chống Tống (981), lần thứ hai giúp Lý Thường Kiệt chống Tống (1076). Văn bản bài thơ đọc hai lần khác nhau, và cũng khác nhau ở hầu hết các dị bản còn lại.[5]
4. Bài thơ không hề được tuyển vào các tuyển tập thơ ca chữ Hán thời xưa, trước sau nó vẫn là thành phần cơ hữu trong truyền thuyết dân gian. Nam quốc sơn hà chắc là do nhân sĩ thời tự chủ sáng tác, song đã được dân gian hóa, được hoàn thiện dần theo đặc trưng tập thể truyền miệng. Rồi sau được cố định trong thần tích, thần phả, truyện ký, nhưng vẫn lưu truyền trong dòng đời, qua nhiều thế hệ, âm phù con cháu đánh giặc cứu nước. Cho nên, phải coi đó là bài thơ thần, tác giả là khuyết danh cũng được, nhưng là vô danh, hoặc vô danh thị thì khoa học hơn.
5. Từ trong những văn bản đáng tin cậy trên đây, có thể thấy: ngộ nhận Lý Thường Kiệt là tác giả Nam quốc sơn hà của Trần Trọng Kim trong Việt Nam sử lược xuất bản từ 1919–1920, là do tự ý, chứ không dựa vào bất kỳ một tư liệu Hán Nôm nào. Sau đó, hầu hết các học giả đều sai theo, cho mãi đến hết thế kỷ XX, có Hoàng Xuân Hãn, Đặng Thai Mai hoài nghi.

Về thời điểm xuất hiện của bài thơ Nam quốc sơn hà cũng như truyền thuyết Trương Hống – Trương Hát, như một tác phẩm nhân gian truyền miệng. Tư liệu còn lại cho ta biết thần phù trợ người trừ tai ngữ hoạn nhiều lần, ở nhiều nơi vào những năm tháng khác nhau từ Ngô – Đinh – Tiền Lê xuống đến Lý – Trần. Song, thần trực tiếp đọc thơ âm phù đánh giặc ngoại xâm, thì chỉ có hai lần. Lần giúp Lý Thường Kiệt, nhiều người đã biết, lần giúp Lê Hoàn được kể như sau: Năm Thiên Phúc nguyên niên (980) đời Lê Đại Hành, Hầu Nhân Bảo, Tôn Toàn Hưng cầm đầu đạo quân xâm lược nước Nam. Đến sông Đại Than, hai bên đối lũy, cầm cự với nhau. Lê Đại Hành được mộng báo của thần Trương Hống - Trương Hát: "Nay quân Tống phạm cõi, làm khổ sinh linh nước ta, cho nên anh em thần đến yết kiến, xin nguyện cùng nhà vua đánh giặc để cứu sinh linh". Canh ba đêm sau, trời tối đen, mưa to gió lớn đùng đùng... hai đạo âm binh áo trắng, áo đỏ cùng xông vào trại giặc mà đánh. Quân Tống kinh hoàng. "Thần nhân tàng hình ở trên không, lớn tiếng ngâm rằng:
| Bản phiên âm Hán-Việt: Nam quốc sơn hà "Nam quốc sơn hà Nam đế cư Hoàng thiên dĩ định tại thiên thư Như hà Bắc lỗ lai xâm phạm Bạch nhẫn phiên thành phá trúc dư" | Bản dịch nghĩa: Sông núi nước Nam Núi sông nước Nam, vua nước Nam ngự trị Điều ấy trời đã định rõ trong sách trời Cớ sao giặc Bắc sang xâm lược Bay sẽ bị lưỡi gươm sắc chém tan như chẻ tre | Bản dịch thơ Ngô Linh Ngọc: Sông núi nước Nam Đất nước Đại Nam, Nam đế ngự, Sách trời định phận rõ non sông. Cớ sao giặc Bắc sang xâm phạm. Bay hãy chờ gươm chém tả tơi. |

Quân Tống nghe thấy, xéo đạp vào nhau mà chạy tan... Đại Hành trở về ăn mừng, phong thưởng công thần, truy phong cho hai vị thần nhân, sai dân phụng thờ, huyết thực hưởng đời đời. (Lĩnh Nam chích quái - Trần Thế Pháp - Vũ Quỳnh - Kiều Phú).
Dựa vào tư liệu trên đây và nhiều văn bản truyền thuyết, thần tích được ghi chép lại trong có bài thơ thần Nam quốc sơn hà, một số nhà nghiên cứu cho rằng bài thơ đã xuất hiện đầu thời tự chủ. Nhưng không phải là thời đã giành được chính quyền, nhưng vẫn tự xưng và tự phong là Tiết độ sứ từ Khúc Thừa Dụ đến Dương Đình Nghệ. Cũng không phải triều Ngô Quyền đã xưng vương, thể hiện ý thức tự chủ, sánh ngang với các chư hầu của thiên triều. Ngô Sĩ Liên chép bài thơ này vào kỷ nhà Lý, nên có người thời sau tưởng là thơ Lý Thường Kiệt. Thậm chí cũng không thể là triều Đinh, dầu cho thời này, vua đã dám xưng là Đinh Tiên Hoàng, sánh so ngang ngửa với Tần Thủy Hoàng ngày xưa và hoàng đế Trung Hoa cùng thời. Hơn nữa, thời này chưa có ngoại xâm lăm le ngoài cõi, chưa cần lời lẽ "tuyên ngôn". Mà là ở thời Hoàng đế Lê Hoàn, như PGS.TS. Trần Bá Chí khẳng định: Nam quốc sơn hà là bản tuyên ngôn độc lập, chỉ có thể ra đời sau hàng ngàn năm Bắc thuộc, nhưng không phải vào thời Ngô Quyền còn loạn lạc, chưa tức vị, trước khi chống Nam Hán, mà là ở thời Lê Đại Hành chống Tống khi thể chế, ngôi vị đã vững vàng, an định. Nguyễn Thị Oanh trong một công trình nghiên cứu trên Tạp chí Hán Nôm (Số 1 - 2002), bài Về thời điểm ra đời của bài thơ Nam quốc sơn hà cũng chỉ ra rằng: bài thơ Nam quốc sơn hà vốn xuất hiện thời Lê Hoàn, như nhiều sách Lĩnh Nam chích quái đã ghi chép, nhưng nhà sử học Ngô Sĩ Liên, theo quan điểm Nho giáo chính thống, ghét cái vô luân của Lê Hoàn, ưa lòng trung nghĩa của Lý Thường Kiệt, nên đã đem thơ thần phù trợ vua Lê gán cho phù trợ tướng Lý; nay nên trả bài thơ về cho sĩ dân thời đại Lê Hoàn.
Nam quốc sơn hà được coi như bản tuyên ngôn độc lập, vừa khẳng định chủ quyền, lãnh thổ, ngôi vị Nam đế, vừa thể hiện niềm tin ta thắng, địch thua, dựa vào thiên lý và chính nghĩa, là chủ đề của bài thơ, cũng là sự thăng hoa của tinh thần dân tộc thời phá Tống - bình Chiêm của triều đại Lê Đại Hành. Nhận định như thế là phù hợp với quy luật và tiến trình phát triển văn hoá, văn học, của lịch sử dân tộc.

### Quốc tộ
Kiệt tác thứ hai, ở triều đại Hoàng đế Lê Hoàn là một bài ngũ ngôn tuyệt cú của nhà sư Pháp Thuận, danh gia đã đề cập tới ở phần trên, khi tiếp sứ Lý Giác. Theo Thiền uyển tập anh, tác phẩm duy nhất còn giữ lại được văn bản bài thơ, thì Đỗ Pháp Thuận (915–990) học rộng, có tài văn thơ, lời nói phần nhiều hợp với sấm ngữ. "Trong buổi đầu, khi nhà Tiền Lê mới sáng nghiệp, sư có công dựng bàn, hoạch định sách lược. Khi thiên hạ thái bình, sư không nhận chức của triều đình phong thưởng. Vua Lê Đại Hành lại càng thêm kính trọng, thường không gọi tên mà gọi Đỗ Pháp sư, thường ủy thác cho sư các công việc văn hàn... Vua từng hỏi sư về vận nước ngắn dài, sư đáp:
| Bản phiên âm Hán-Việt: "Quốc tộ như đằng lạc Nam thiên lý thái bình Vô vi cư điện các Xứ xứ tức đao binh" | Bản dịch nghĩa: Vận nước dài lâu như dây leo quấn quýt ở trời Nam phải dựng mở thái bình Nhà vua sống vô vi ở trong cung điện Thì khắp nước sẽ tắt hết chiến tranh | Bản dịch thơ Bùi Duy Tân: Vận nước bền vững mãi Trời Nam mở thái bình Vô vi trong điện gác Chốn chốn hết đao binh. |

Trong văn bản chữ Hán, bài thơ không có tên. Các tập thi tuyển thời xưa không tuyển bài này. Thơ văn Lý – Trần (tập I) có lẽ là tập sách giới thiệu bài thơ đầu tiên, với nhan đề: Đáp quốc vương quốc tộ chi vấn (Trả lời nhà thơ hỏi về vận nước). Tổng tập văn học Việt Nam (Tập 1) xuất bản 1980, đặt tên bài thơ là Quốc tộ (Vận nước, hoặc Ngôi nước). Đây là bài thơ có tên tác giả xuất hiện sớm nhất, nên được các sách văn học sử, tổng tập, tuyển tập và cả sách giáo khoa văn học đặt vào vị trí khai sáng cho văn học cổ dân tộc. Một số sấm thi, sấm ngữ và cả Nam quốc sơn hà thường là khuyết danh hoặc vô danh, nên chưa thể xác định được năm tháng tác phẩm ra đời. Thơ kệ của một số thiền sư nặng về thuyết giáo, giá trị văn học có phần hạn chế và hầu hết ra đời còn sau cả Quốc tộ, nên tính chất cột mốc của tác phẩm là điều cần khẳng định.
Cũng như Nam quốc sơn hà, Quốc tộ là bài thơ giàu sắc thái chính luận, một bài thơ viết về những vấn đề chính trị xã hội hiện hành của đất nước. Để trả lời nhà vua "hỏi về vận nước ngắn dài", nhà thơ đã lấy ngôn từ giản dị mà thâm thúy, bày tỏ chính kiến của mình: "Vận mệnh nước nhà dài lâu, bền vững khi nhà vua dựng mở được nền thái bình bằng phương sách "vô vi nhi trị". Ba nhãn tự: quốc tộ, thái bình, vô vi vừa là điều kiện vừa là nhân quả cho nhau. "Quốc tộ" có nhiều nghĩa, trong văn cảnh cụ thể này, nên hiểu là vận mệnh quốc gia. "Thái bình" theo Hán Việt từ điển của GS. Đào Duy Anh: rất bình yên, thịnh trị, tức một xã hội thanh bình, yên vui, không bạo lực, xung đột, chiến tranh. "Vô vi" là nhãn tự có hàm ý uyên áo. Khái niệm vô vi đầu tiên được hiểu là một thuật ngữ trong sách Lão Tử, nhằm chỉ một thái độ sống thuận theo tự nhiên, không bị trói buộc trong khuôn phép đạo đức nhân vi. Sách giáo khoa Ngữ văn 10, bộ mới, khi đặt bài này ở vị trí mở đầu cho văn học cổ trung đại, thêm cho "vô vi" nghĩa trong "vô vi pháp" của sách Phật: từ bi, bác ái, vị tha. Thậm chí có thể nghĩ rằng, với tư cách một thiền sư, một cố vấn chính sự, Pháp Thuận đã thể hiện quan niệm tam giáo trong lời thơ. "Vô vi" ở đây gồm "vô vi" của Đạo giáo, "vô vi pháp" của Phật giáo, song chủ yếu là "vô vi nhi trị" của Nho gia. Vô vi ở bài thơ chủ yếu là thể hiện phương châm đức trị, đó là hàm ý uyên áo của nhà sư. Như vậy là, với Quốc tộ, Pháp Thuận đã khẳng định giang sơn bền vững, với một nền thái bình muôn thuở, trong đó nhà vua lấy đức để trị dân. Trả lời nhà vua, bằng bốn câu thơ, với nội dung như thế, Pháp Thuận là thiền sư - thi sĩ đầu tiên thể hiện lý tưởng thái bình muôn thuở của cộng đồng Đại Cồ Việt thời đại Lê Hoàn.